# Тальнівський комбінат хлібопродуктів
ДП ДАК «Хліб України» «Тальнівський комбінат хлібопродуктів» — дочірнє підприємство ДАК «Хліб України», розташоване в місті Тальне Черкаської області.
Один з найбільших виробників та експортерів круп та борошна в Україні.

## Історія
Створений на базі кількох підприємств борошномельної промисловості в результаті їх об'єднання.
До складу комбінату увійшли елеватор, побудований біля залізничної станції перед Другою світовою війною, що був зруйнований під час бойових дій, а пізніше відновлений, млин, комбікормовий завод та кукурудзокалібрувальний завод, побудований у 1968 році.
У радянський період комбінат був провідним підприємством міста.
З проголошення незалежності України підприємство перейшло в підпорядкування Міністерства аграрної політики.
У березні 1995 року Верховна Рада України внесла комбінат до переліку підприємств, приватизація яких заборонена в зв'язку з їх загальнодержавним стартегічним значенням.
Після створення в серпні 1996 року державної акціонерної компанії «Хліб України» комбінат став її дочірнім підприємством.
У квітні 1999 року підприємству надано право на самостійне укладення договорів поставок матеріально-технічних ресурсів. Надалі, на базі комбінату було створено дві юридичні особи (виробничо-заготівельне підприємство «КХП Тальне» і дочірнє підприємство «Тальнівський комбінат хлібопродуктів»).
У листопаді 2004 року розпочався розгляд справи про банкрутство підприємства, в ході якого в 2007 році був підписаний план санації майнового комплексу комбінату.
Після створення 11 серпня 2010 року Державної продовольчо-зернової корпорації України комбінат був включений до її структури, процес передачі майна комбінату був завершений у вересні 2013 року.
25 грудня 2013 року Господарський суд Черкаської області визнав підприємство банкрутом, після чого майновий комплекс державного підприємства вартістю близько 200 млн гривень був викуплений за 17,5 млн гривень компанією ТОВ «КХП Тальне».
У липні 2015 року Вищий господарський суд України визнав незаконним судове рішення про банкрутство та продаж комбінату. 27 квітня 2017 року колишній керуючий санацією КХП був узятий під варту за звинуваченням в розкраданні 55 млн Гривень при здійсненні приватизації комбінату. І вже у 2019 році справа "розсипалася" у суді, так як жодних злочинних дій не було доведено. 

## Діяльність
Основними функціями підприємства є зберігання та переробка зернових. Також комбінат виробляє пшеничне борошно вищого та першого ґатунків.
Загальна потужність зберігання становить 43,5 тис тонн (в тому числі елеваторна — 27,5 тис тонн та складська — 16 тис тонн).